# Hydnora
Hydnora és un gènere de plantes paràsites de les arrels d'altres plantes. Són plantes natives d'Àfrica i de la Península d'Aràbia.

## Taxonomia
1. Hydnora abyssinica A.Br. - Oman, Iemen, Aràbia Saudita; S + C + SE + E Àfrica d'Eritrea + Sudan a Namibia + KwaZulu-Natal
2. Hydnora africana Thunb. - Angola, Namibia, Cape Province
3. Hydnora esculenta Jum. & H.Perrier - Madagascar
4. Hydnora sinandevu Beentje & Q.Luke - Kenya, Tanzània
5. Hydnora triceps Drège & E.Mey. - Cape Province
6. Hydnora visseri Bolin - Cape Province, Namibia